# Vertrag von Huangpu
Der Vertrag von Huangpu (chinesisch 黃埔條約 / 黄埔条约, Pinyin Huángpǔ tiáoyuē; französisch Traité de Whampoa) wurde am 24. Oktober 1844 zwischen Qing-China und Frankreich in dem Ort Huangpu, heute ein Stadtbezirk der Stadt Guangzhou, geschlossen und gehört in die Reihe der sog. Ungleichen Verträge.
Inhaltlich lehnte er sich eng an den Vertrag von Nanking mit England 1842 sowie den Vertrag von Wanghia mit den USA von 1844 an, beseitigte auch im Verhältnis zu Frankreich die zuvor üblichen Handelsbeschränkungen und nahm französische Staatsbürger von der chinesischen Justiz aus. Darüber hinaus wurde ihnen das Recht zugestanden, bei Fehlen eines französischen Konsuls vor Ort die Hilfe diplomatischer Vertretungen anderer westlicher Staaten in China in Anspruch zu nehmen. Weiter wurde die Duldung der Tätigkeit katholischer Missionare festgeschrieben und insbesondere die hiergegen gerichteten, auf Kaiser Yongzheng zurückgehenden Edikte aufgehoben.